# 곰탕 (드라마)
《곰탕》은 SBS에서 1996년 2월 19일에 방영된 설 특집 드라마로, 근세로부터 현대에 이르기까지 한 여인의 파란마장한 삶을 조명하였다.
이 드라마는, 대사는 적업지만 배우들의 모자라지도 넘치지도 않은 연기 덕분에 인물들의 성격이 뚜렷이 부각되었으며, 젊은 날을 연기한 김혜수와 서혜린, 그리도 이 두 사람의 노년을 연기한 김용림과 김수미의 역량이 돋보이는 드라마였다. 또한 순녀가 남편보다 남편의 친구를 사모해 그를 위해 곰탕을 끓이거나, 순녀와 채봉은 본처와 씨앗의 관계임에도 불구하고 서로 의지해 살아가는데, 이를 통해 전통적인 ‘인고와 희생의 세월을 사는 우리의 어머니’보다는 ‘고난에도 삶을 포기하지 않는 당당한 여자’를 그려냈다는데 의미가 있다.
한편, 미국 뉴올리언스에서 열린 뉴욕 페스티벌에서 특별상을 수상했는데, 이는 아시아권 작품이 처음 받은 것으로 알려진다. 또한 제30회 휴스턴 국제영화제 TV특집드라마부문에서 금상을 수상했다.
아울러, 97년 3월 열린 제 9회 한국방송작가상(95년 중후반기 ~ 96년 초중반기 내용) 드라마 부문 최종 후보에 올랐으나 탈락했고 당시 집필자(박정란)가 드라마 부문 심사위원이었던 탓인지 그 이후 한국방송작가상 드라마 부문에는 "작가가 심사위원으로 임명된 작품은 수상이 불가피하다"는 규정이 새롭게 생겼다.

## 줄거리
한양의 양반집 규수 순녀는 가난한 탓에 열세 살 때 쌀 300섬에 충청도 부잣집 민며느리로 들어간다. 공부하러 떠난 뒤 소식이 없는 남편을 찾아 서울로 가지만 남편은 이미 다른 여자와 살림을 차리고 있고, 그 때문에 하루하루를 눈물로 보낸다. 하지만 진미옥이라는 곰탕집을 차리면서 나날이 번창해 간다.

## 등장 인물
- 김혜수 → 김용림 : 순녀 역 (아역 류현경)
- 서혜린 → 김수미 : 채봉 역
- 한재석 : 박재훈 역 - 순녀의 남편 친구
- 류시원 : 정인성 역 - 순녀의 남편
- 정우성 : 가마꾼 역
- 김경애

## 수상
- 1996년 제39회 뉴욕페스티벌 TV특집드라마부문 특별상
- 1997년 제30회 휴스턴 국제영화제 TV특집드라마부문 금상